# Новобурейське
Новобурейське (рос. Новобурейский) — селище міського типу в Росії, адміністративний центр Бурейського району та муніципального утворення «Робітниче селище Новобурейське» Амурської області. Населення 7,7 тис. осіб (2015). Голова селища — Новохрещенов Андрій Сергійович.

## Географія
Селище розташоване у південно-східній частині області на правому березі річки  Буреї, за 175 км на схід — південний-схід від обласного адміністративного центру міста Благовєщенська, біля федеральної автодороги Р297 «Амур». За 5 км на захід — північний-захід розташована залізнична станція Бурея на Транссибі. Адміністративний центр району.

## Історія
Населений пункт був утворений у 1900 році як виселок села Малинівка і отримав назву — Нахалівка. Він належав до Бурейської волості, Завитинського повіту, Амурської області, Російської імперії.
У 1935 році населений пункт був перейменований на Пристань-Бурея. Указом Президії Верховної Ради РРФСР від 30 серпня 1949 року населений пункт Пристань-Бурея набув статусу селища міського типу із новою назвою — Новобурейське.

## Населення
| Роки      | 1970  | 1979  | 1989  | 2002  | 2009  | 2010  | 2012  |
| --------- | ----- | ----- | ----- | ----- | ----- | ----- | ----- |
| Населення | 8741  | ▼8649 | ▲8988 | ▼8892 | ▼8792 | ▼8344 | ▼8104 |
| Роки      | 2013  | 2014  | 2015  |       |       |       |       |
| Населення | ▼7929 | ▼7662 | ▲7701 |       |       |       |       |